# Rio Dengheru
O Rio Dengheru é um rio da Romênia, afluente do Rio Latoriţa de Jos, localizado no distrito de Vâlcea.